# Židovský hřbitov ve Strakonicích
Strakonický židovský hřbitov se nachází 1,5 km jihozápadně od Strakonického hradu, jižně od silnice do Pracejovic vedle kasáren. Má rozlohu 2685 m2. Nachází se zde řada barokních a klasicistních náhrobků. Hřbitov má i speciální dětské oddělení a při jeho kraji je umístěna márnice. Spravuje je Židovská náboženská obec v Praze.

## Historie
Hřbitov byl založen v roce 1696. Nejstarší dochované náhrobky pocházejí z první poloviny 18. století, přičemž nejstarší čitelný náhrobek pochází z roku 1736. Poslední pohřeb se zde konal v 60. letech 20. století. Hřbitov byl po druhé světové válce opraven a v 90. letech 20. století i s márnicí kompletně rekonstruován.
Strakonická židovská komunita, která se datuje z doby před rokem 1482, přestala existovat v roce 1940.

## Galerie

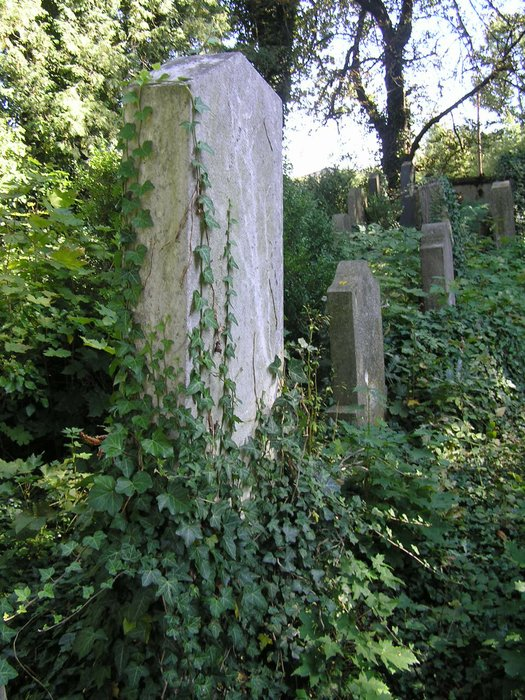
Náhrobek
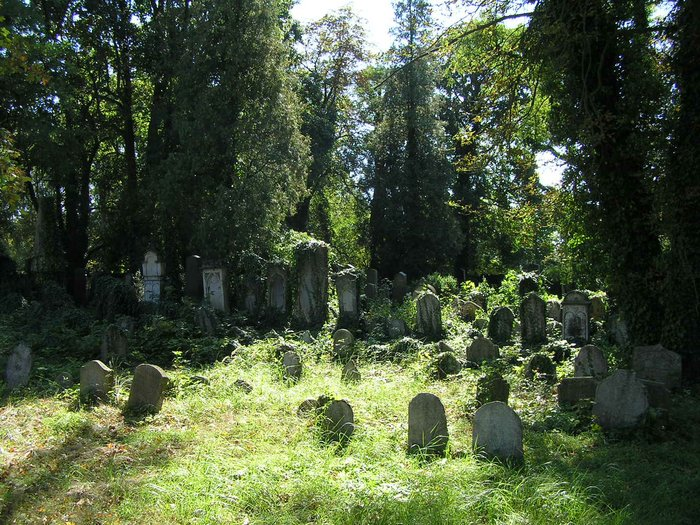
Pohled na hřbitov